# Bates College

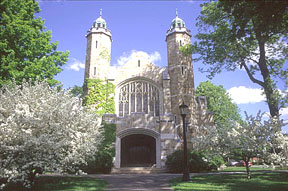
Bates College Chapel

Das Bates College ist eine 1855 von Oren B. Cheney gegründete US-amerikanische Privatuniversität in Lewiston, Maine.
Die Hochschule bietet ein Studium in den „Liberal Arts“; die Studenten erhalten nach vierjährigem Studium den Bakkalaureus-Abschluss. Im Herbst 2020 hatte das Bates College 1.876 Studierende und 201 Dozenten (178 Vollzeitdozenten, 23 in Teilzeit). In der Rangliste der Zeitschrift U.S. News & World Report nimmt das College regelmäßig einen der fünf Spitzenplätze unter den „Liberal Arts“-Colleges der USA ein.
Zu den Absolventen des College gehören unter anderem Edmund Muskie, Aviva Chomsky, die Schriftstellerin Lisa Genova und der Schauspieler John Shea.

## Ehrendoktoren
- Anna Deavere Smith (* 1950), Schauspielerin, Dramatikerin und Hochschulprofessorin
- Eric Carle (1929–2021), Kinderbuchautor
- Corey Harris (* 1969), Blues- und Reggae-Gitarrist, Sänger und Songschreiber
- Dean Kamen (* 1951), Unternehmer und Erfinder
- Robert De Niro[2] (* 1943), Schauspieler, Filmregisseur und Produzent